# Stuff Smith
Hezekiah Leroy Gordon "Stuff" Smith (ur. 14 sierpnia 1909 w Portsmouth, zm. 25 września 1967 w Monachium) – amerykański skrzypek jazzowy.
Był jednym z czołowych skrzypków jazzowych ery swingu (obok takich artystów jak Joe Venuti czy Stéphane Grappelli). Uczył się gry na skrzypcach u swego ojca. W latach 20 XX w. grał w zespole Alphonse'a Trenta w Teksasie. Po przeprowadzce do Nowego Jorku prowadził własny sekstet (w skład którego wchodzili m.in. trębacz Jonah Jones i perkusista Cozy Cole), z którym grał w klubie "Onyx'" od 1935. Po śmierci Fatsa Wallera w 1943 prowadził jego zespół. W latach 50. popadł w zapomnienie, z którego wydobył go Norman Granz, organizując mu sesje nagraniowe dla wytwórni Verve.
Nagrywał z Colemanem Hawkinsem, a także z współtwórcą bebopu, Dizzym Gillespiem oraz Oscarem Petersonem. W późniejszym czasie występował z m.in. z Sun Ra. W 1965 przeniósł się do Europy. Mieszkał i występował w Kopenhadze.
Jako pierwszy skrzypek używał elektrycznego wzmacniacza.

## Wybrana dyskografia
- Stuff Smith and His Onyx Club Orchestra (1936)
- Have Violin, Will Swing (z Dizzym Gillespiem i Oscarem Petersonem) (1957)
- Cat On a Hot Fiddle (1959)
- Stuff and Steff (ze Stéphane'em Grappellim) (1966)
- Jazz Violin Summit (ze Stéphane'em Grappellim i Jeanem-Lukiem Pontym) (1966)